# Гадалка (картина Латура)
«Гада́лка» (фр. La Diseuse de bonne aventure) — картина Жоржа де Латура.

## История создания
Недатированная картина, по мнению специалистов, так же как и оба «Шулера», создана в период между 1630 и 1639 годами.

## Притча о блудном сыне
Несмотря на кожаный военный камзол, у юноши ещё совсем детское лицо. Вероятно, он ходит в коллеж, куда отправляли богатые родители своих отпрысков до достижения ими совершеннолетия — 15 лет.
Гадалка и две молодые девушки слева от неё, судя по их смуглой коже, чёрным волосам и цветастому наряду, — цыганки.

На двух других картинах Латура «Шулер с бубновым тузом» и «Шулер с трефовым тузом» изображена схожая ситуация. Молодой человек, перед которым лежит горка золотых монет, проигрывает их, завлечённый в ловушку куртизанкой и карточным шулером. Три картины, по всей видимости, объединяет библейская притча о блудном сыне
пошел в дальнюю сторону и там расточил имение своё, живя распутно
Эта притча из Евангелия от Луки использовалась многими художниками того времени для изображения пьянства, потасовок и разгула. Латур кажется более серьёзным в сравнении с ними, он не изображает сцен беспутного образа жизни.
Не беззаботность, а полная сосредоточенность сквозит в лицах жертвы и воровок на картине. Гадание и воровство были опасными занятиями. Юношу ожидала, в случае поимки, в лучшем случае пара плетей от учителя, а в худшем — отлучение от церкви. Ворам, укравшим часы, отрезали уши, потом клеймили, а также могли повесить или четвертовать.
Цыганкам грозило за самую малейшую провинность прилюдное бичевание и выдворение из города.
Этой картиной, на которой персонажи изображены так близко друг к другу и вместе с тем так изолированно, художник хотел предостеречь от жестокого мира, в который бросают человека, от мира, полного стяжательства, эгоизма и подстерегающих на каждом шагу опасностей.

## Золотой для гадания

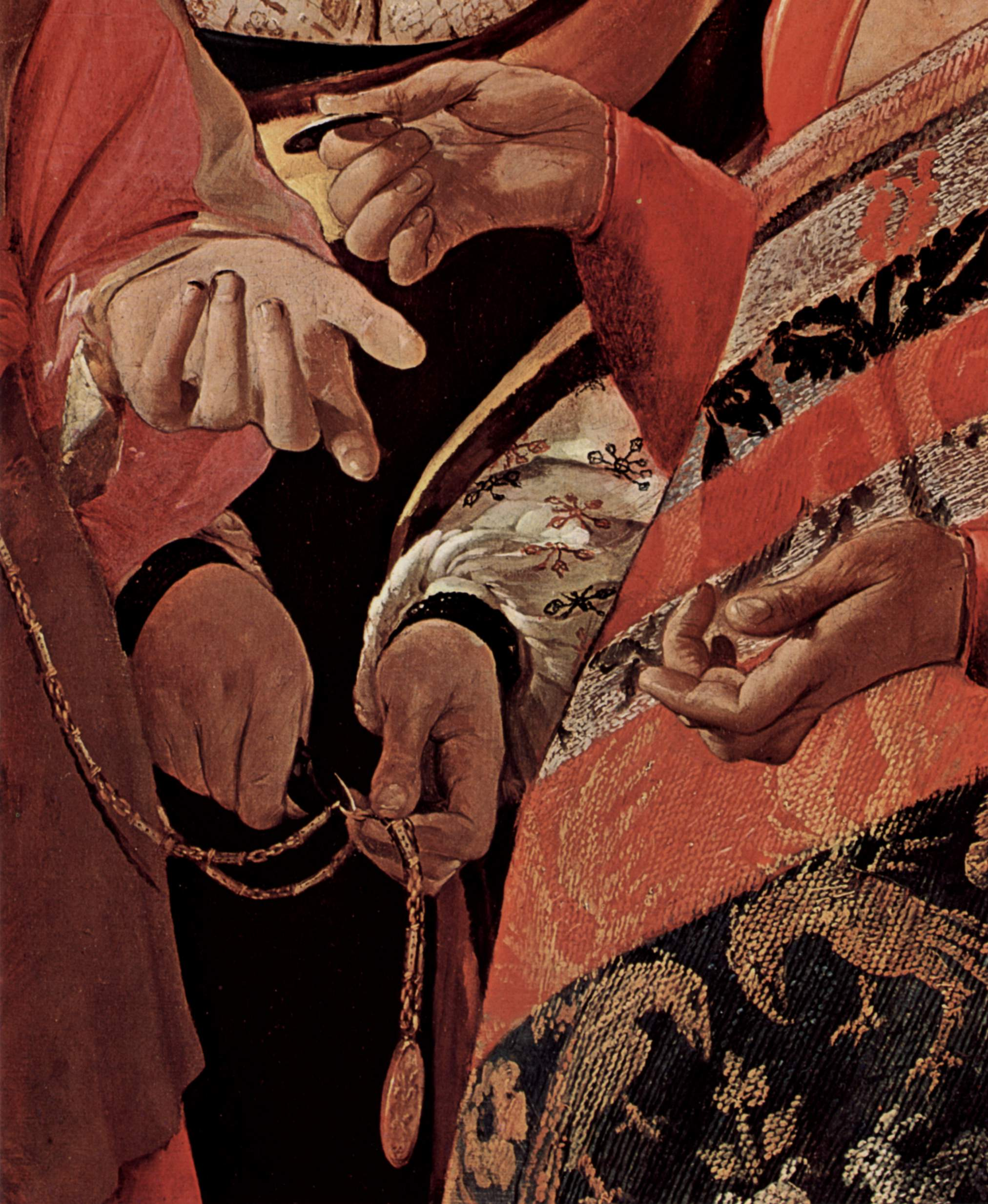
Золотым чертили крест на руке перед гаданием

Золотой блестит в изрезанной морщинами руке старухи, плата за её искусство и одновременно неотъемлемый атрибут ритуала гадания. Перед тем как заглянуть в будущее, она чертит им крест на белой, мягкой руке, которую ей так доверчиво протянул юноша. Об этом обычае рассказывает Пресьоса — «Цыганочка» из одноимённой новеллы Сервантеса, изданной в 1613 году. 
Что до крестов, все кресты, конечно, хороши, но золотой или серебряный куда лучше; а если сделать крест на ладони медной монетой, то имейте в виду, что это портит удачу… мою по крайней мере
Естественно, гадалка получала использованный для этой цели золотой и даже могла оставить его себе, в то время как всю остальную добычу по неписаным законам цыганского табора должна была отдать в общий котел. Например, кошелёк юноши или его памятную монету, которая умело срезается с цепочки ловкими руками белокожей красавицы. Она при этом, скосив глаза, наблюдает за своей жертвой. В действии только руки и избегающие друг друга или перекрещивающиеся взгляды. Напряжение возникает из-за контраста между кажущимся спокойствием и скрытой активностью, наивностью и опытом, свежестью лиц девушек и сморщенным лицом старухи. Именно на этом напряжении построен сюжет полотна. От него не отвлекают ни яркие одежды, ни блестящая в руках гадалки монета.
Сюжет «гадалка плюс вор/воровка» характерен для картин этой эпохи. Иногда он словно «выворачивается», и вместо подельницы гадалки, обирающей клиента, мужчина европейской внешности, стоящий позади гадалки, осторожно запускает руку в складки её одежды.

## Белокожая цыганка

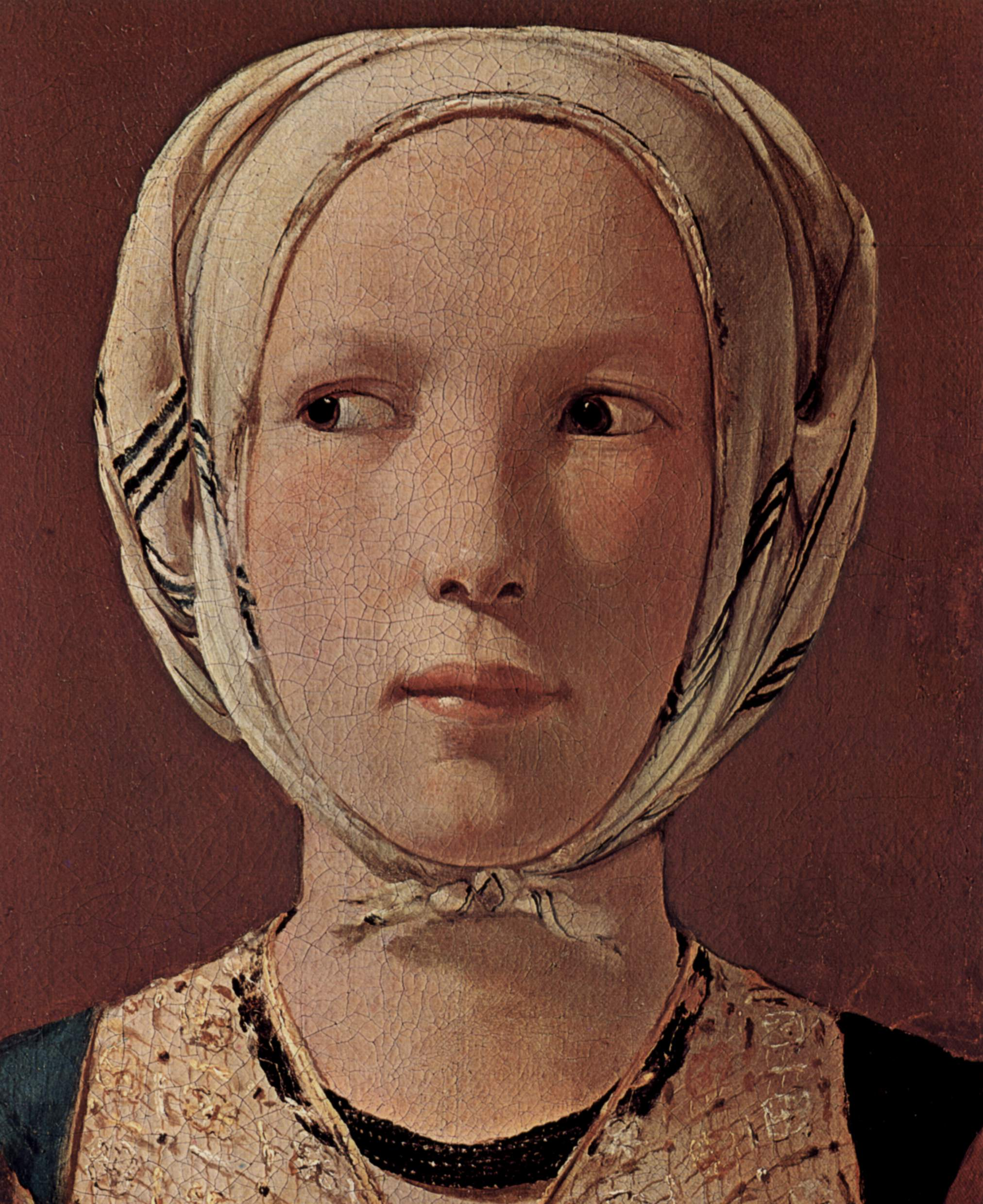
Платок, завязанный под подбородком, указывал на то, что девушка была уже не девственницей, но не замужем

Особо выделяется белокожая цыганка. Эта фигура — дань популярному в Западной Европе мифу о похищениях цыганами детей из благородных семей. Этот сюжет часто прослеживается в европейских романах и пьесах.
Одна деталь на картине указывает на то, что художник был знаком с обычаями табора. Незамужние девушки ходили с непокрытой головой, замужние женщины носили волосы, убранные под чепец или платок, завязанный узлом на затылке. Платок, завязанный под подбородком, как у красавицы в центре картины, указывал на то, что девушка была уже не девственницей, но и не замужем. Возможно, имеется в виду, что она «продажная девка» у гадалки-сводницы.

## Гипотезы

### Театральная постановка
Возможно, Латур изобразил персонажей театральной постановки, что объясняло бы их необычно богатые для цыган наряды. Они одеты в костюмы, не соответствующие, по мнению всех специалистов, моде, существовавшей в Лотарингии в XVII столетии. Например, кожаный камзол, в который наряжен юноша, шнуровался в то время спереди.

## Искусная подделка (гипотеза Райта)

### Неточности
В восточных мотивах одежды старухи-гадалки обычно очень точный в изображении деталей костюма художник допустил странную для него неточность: на изнанке наряда текстильные швы не соответствуют лицевой стороне.
Сам наряд удивительным образом схож с ковром на картине «Богоматерь с младенцем» Иоса ван Клеве.
Эти находки заставили английского историка искусства Кристофера Райта в конце 60-х годов XX века усомниться в подлинности полотна. Его недоверие ещё больше выросло, когда он обнаружил вплетенное в шаль второй слева девушки французское слово мерд (фр. merde — дерьмо).

### Подлинность полотна
Подлинность «Гадалки» была подтверждена сравнением её с двумя версиями «Шулера». Обе картины всплыли в 20-х годах, они находились в частных коллекциях и в первый раз могли быть изучены специалистами. Одна картина была куплена Лувром. При этом, пишет Райт, фальшивки «доказали» подлинность друг друга.
По его гипотезе, все три картины были написаны в США французским реставратором по имени Делобре, первые две в начале XX века, третья в 40-х годах. Фальшивую «Гадалку» потом подсунули вместо старой картины схожей тематики, которая висела в одном французском замке и история которой прослеживалась с 1879 года.

### Шутка фальсификатора?
Как пишет в своей работе Райт, очевидно, что эксперты и директора музеев уверены в подлинности картины, так как они участвовали в её открытии, её покупку они рекомендовали и за неё они выложили миллионы. Никто из них не хотел принимать всерьез то, на что указывал Райт: французское ругательство мерд — маленькая шутка фальсификатора? В 1982 году при чистке полотна эта надпись была удалена, как «добавленная в более позднее время». Музей Метрополитен и сегодня убеждён в подлинности полотна.
Пикантной остаётся близость гипотезы Райта и темы картины — представление о том, что в мире, полном лжи и обмана, на удочку обманщиков могут попадаться не только неопытные юноши, но также директора музеев.